# 野村不动产
野村不动产（日语：野村不動産）是一家日本地产公司，是野村控股旗下子公司。

## 历史
1957年4月15日从野村证券中剥离出来正式成为一家独立公司，1978年搬迁至新建的新宿野村大厦作为总部，2006年10月3日在东京证券交易所挂牌上市。

## 画廊

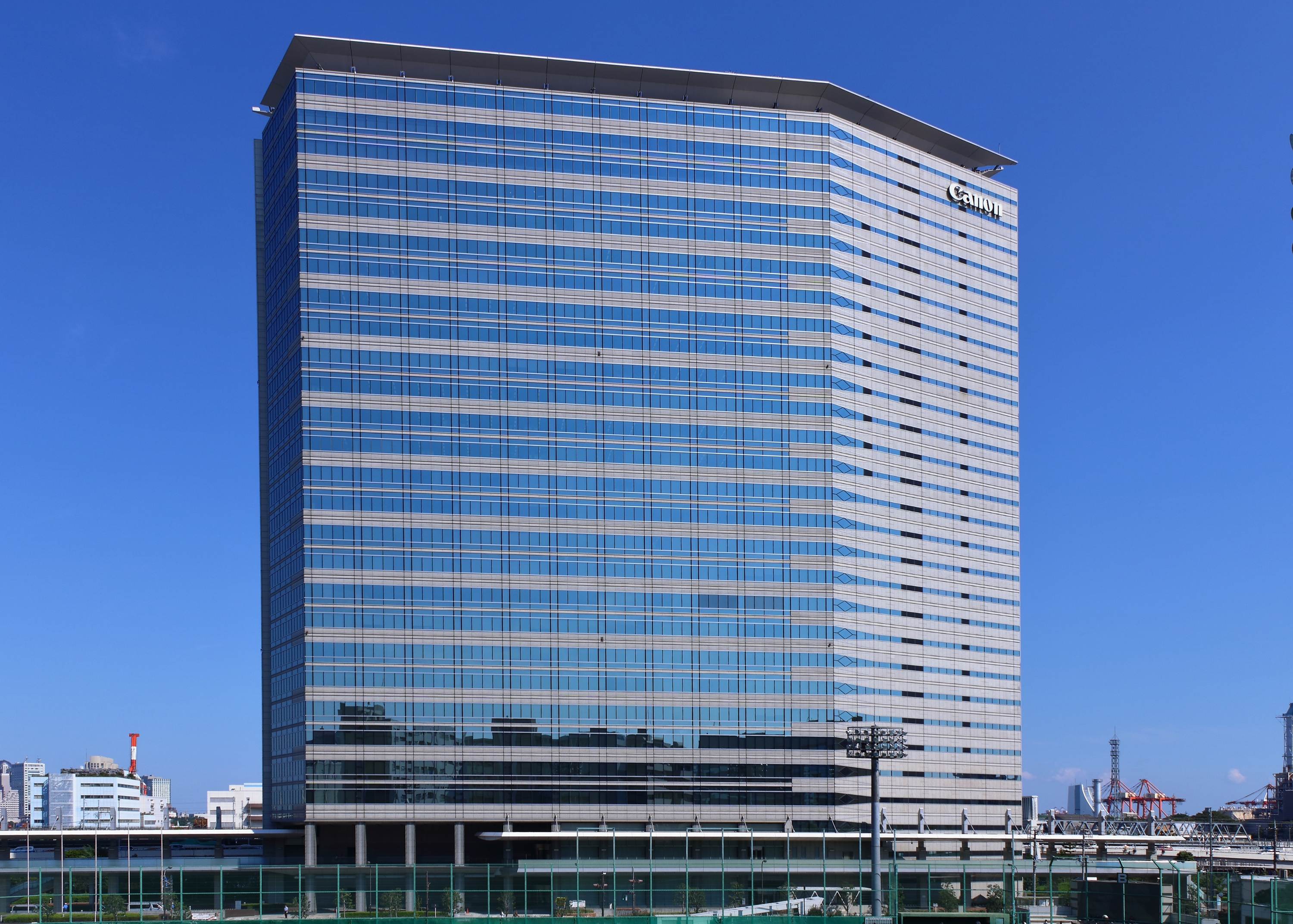
天王洲大厦
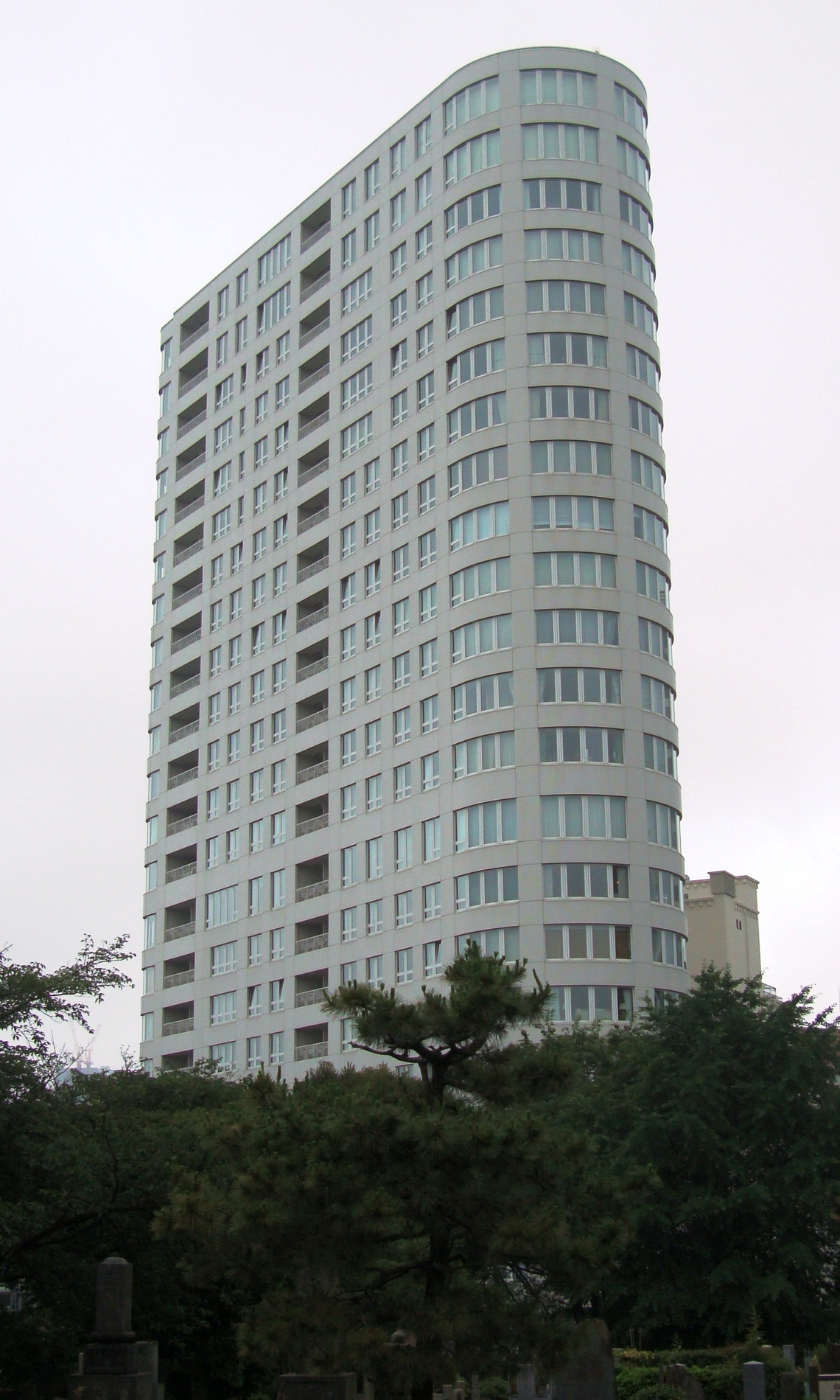
青山大厦
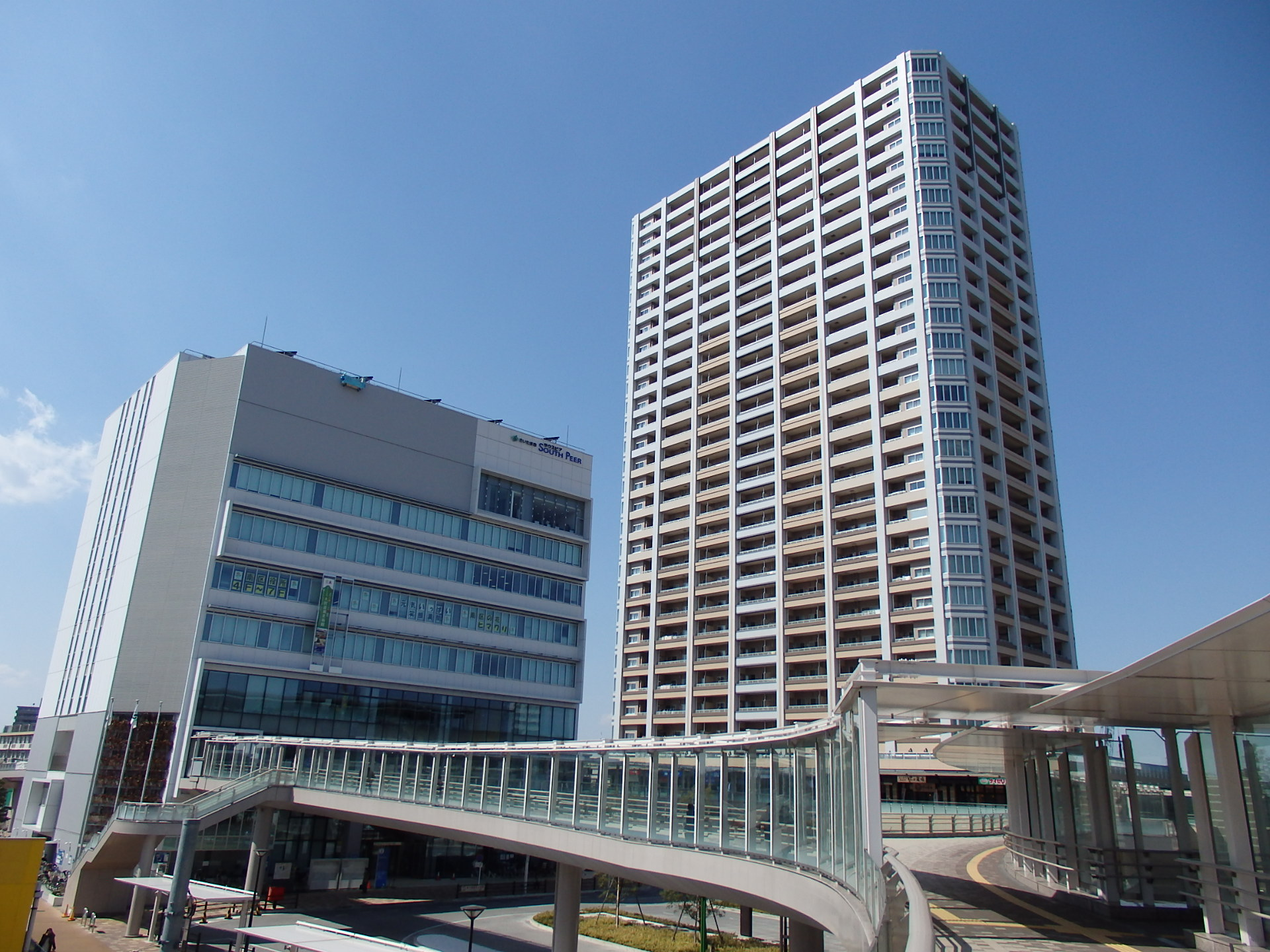
武蔵浦和